# Stadio Fazanerija
Lo Stadio Fazanerija (in sloveno: Mestni stadion Fazanerija) è un impianto sportivo sito a Murska Sobota in Slovenia. Vi gioca le gare casalinghe il NŠ Mura.

## Incontri calcistici di rilievo

### Tornei internazionali
| Data           | Incontro           | Risultato | Competizione | Paganti |
| -------------- | ------------------ | --------- | ------------ | ------- |
| 19 giugno 1991 | Slovenia-Croazia   | 0-1       | Amichevole   | 5 000   |
| 22 aprile 1998 | Slovenia-Rep. Ceca | 1-3       | Amichevole   | 2 000   |
| 20 agosto 2003 | Slovenia-Ungheria  | 2-1       | Amichevole   | 4 500   |